# Dělník (Miroslav J. Černý)
Dělník je sochařské dílo Miroslava J. Černého z roku 1986. Dílo bylo objednáno EÚV Počerady pro nově stavěnou ubytovnu v Postoloprtech v okrese Louny.
Po dokončení byla socha umístěna nejprve před ubytovnou elektrárenských dělníků; nicméně dělníky „za svou“ přijata nebyla a od roku 1988 je originál umístěn v Severočeské galerii výtvarného umění v Litoměřicích.
„V červenci byla plastika před ubytovnou osazena a proti ‚Dělníkovi‘ se zvedla bouře nesouhlasu. Názor pracujících na sochu byl silně negativní, což se projevilo v tisku, kde se otázky kolem ‚zrůdičky‘ ventilovaly. Postup ve věci názorových rozdílů na umělecké dílo byl klasický – s intermezzem na dvoře elektrárny – skončila socha v parkánu Severočeské galerie v Litoměřicích. Necítí se jistě sama, společnost jí dělá kolegyně, které se kdysi nepodařilo ztělesnit B. Smetanu podle vžitých představ občanů Ústí nad Labem.“ T. Uličný, 1988[zdroj⁠?!]